# فورست فيليبس
فورست فيليبس هو سياسي كندي، ولد في 1 يوليو 1887، وتوفي في 8 يوليو 1972.